# Бьёрклинг, Аннели
Туу́ла Анне́ли Бьё́рклинг-Бенски (фин. Tuula Anneli Björkling-Bensky; род. 1952) — финская модель, первая и единственная представительница Финляндии, выигравшая конкурс «Мисс Интернешнл».

## Биография
В 1972 году Бьёрклинг представляла Финляндию на международном конкурсе «Мисс мира 1972». По его итогам она стала 5-й вице-мисс, войдя в топ-15. В том же году она одержала победу на конкурсе красоты «Мисс Скандинавия» и получила право представлять страну на «Мисс Интернешнл 1973».
13 октября 1973 года Бьёрклинг выиграла конкурс красоты «Мисс Интернешнл» и получила специальную награду за «Лучший национальный костюм». Она стала первой и на данный момент единственной финкой, которая выиграла «Мисс Интернешнл».